# مقاطعة كلينتش (جورجيا)
مقاطعة كلينتش (بالإنجليزية: Clinch County)‏ هي إحدى المقاطعات في ولاية جورجيا في الولايات المتحدة الأمريكية.